# Jean-Paul Prince
Pour les articles homonymes, voir Prince.
Jean-Paul Prince, né le 8 juillet 1944, est un homme politique français. 
De 2017 à 2023, il est sénateur de Loir-et-Cher.

## Biographie
Originaire de Neung-sur-Beuvron, il travaille comme postier pendant plusieurs années à La Ferté-Saint-Cyr, puis à Romorantin-Lanthenay et enfin à Blois.
Jean-Paul Prince commence sa carrière politique en se présentant à la mairie de La Ferté-Saint-Cyr. De 1977 à 1983, il est le 1er adjoint du maire, Étienne Gastaldi. Il est élu maire lors des municipales de 1983 et est réélu en 1989, 1995, 2001, 2008 et 2014,,.
Il est le 1er vice-président de la communauté de communes du Grand Chambord chargé de l'eau potable et des assainissements collectif et non collectif, du suivi des ressources de la collectivité, et du suivi de l'élaboration du plan local d'urbanisme intercommunal (PLUi) dans le secteur est,.
Après avoir annoncé sa candidature aux sénatoriales de 2017, Jacqueline Gourault le désigne comme suppléant,,.
À la suite de la réélection de cette dernière,,,, il devient sénateur de Loir-et-Cher le 3 novembre 2017,,,. Touché par le cumul des mandats, il démissionne de ses mandats de maire et de vice-président de la communauté de communes ; néanmoins, il continue de siéger comme conseiller municipal. Anne-Marie Thomas lui succède à la tête de la municipalité.